# Selișteni, Nisporeni
Selișteni este un sat din cadrul comunei Valea-Trestieni din raionul Nisporeni, Republica Moldova.